# Gunbound
Gunbound ist ein Massive Multiplayer Online Game der Firma Softnyx, das auf dem Artillery-Prinzip von Worms, Ballerburg oder Tanks der C64-Generation beruht. Gunbound wurde zwischen August und Oktober 2006 von durchschnittlich 17 Millionen Menschen monatlich gespielt. In der Weltmeisterschaft des Spiels im November 2006 nahmen nach Angaben von Softnyx über 900.000 Menschen aus 80 Ländern teil und spielten um ein Preisgeld von 10.000 Dollar. Im Jahr 2005 wurde Gunbound als eines der besten drei Spiele in den Philippinen ausgezeichnet. Das brasilianische Magazin PC WORLD verlieh dem Spiel 2006 den online game forerunner reward.
Im April 2009 gab GOA als Betreiber der deutschen Gunbound-Plattform bekannt, dass der Betrieb der benötigten Server zum 31. Mai 2009 eingestellt wird.

## Spielinhalt
Man spielt auf verschiedenen 2D-Landschaften entweder allein oder mit bis zu drei Mitspielern gegen eine ebenso große Anzahl an Gegnern, wobei jeder Spieler nur eine Figur steuert. Die Figuren sind entweder männlich oder weiblich. Die Waffen, die man im Spiel verwenden kann, legt man durch die Wahl eines Fahrzeugs fest; mehr als zehn verschiedene gibt es zur Auswahl. Die Fahrzeuge werden in verschiedene Klassen aufgeteilt, zum Beispiel Pflanzen- oder Laserfahrzeug, und weisen Resistenzen und/oder Schwächen für die Waffen der Gegenklasse auf. Die Wahl des Fahrzeugs ist jedoch nicht von entscheidender Bedeutung, denn jedes von ihnen hat Vorteile in Form von sehr starken Spezialangriffen oder mehr Bewegungsradius pro Runde usw. Mehr Vorteile und somit Gewinnchancen kann man sich dadurch verschaffen, indem man für seine Figur Ausrüstungsgegenstände kauft. Diese sind im Shop im Hauptmenu einzusehen und für die spielinterne Währung Gold zu kaufen. Die Gegenstände verleihen der Figur, wie in klassischen Rollenspielen, zum Beispiel mehr Lebenskraft oder bessere Schilde; auch eine Verschlechterung der Eigenschaften ist möglich. Es gibt vier Kategorien von Gegenständen: Kopf, Körper, Gesicht und Hand; wobei jeweils nur eines von jeder Kategorie gleichzeitig getragen werden kann (mit Ausnahmen).
Außer Gold kann auch die Währung Cash verwendet werden, dies wird in einem bestimmten Verhältnis vom tatsächlich an die Firma überwiesenen Geldbetrag umgerechnet (1 USD = 1000 Cash). Mit Cash kann man auch die besonders starken Gegenstände kaufen. Es gibt allerdings auch Spielserver, auf denen die Gegenstände keine Wirkung haben und nur optisch existieren, sodass hier nur das tatsächliche Können zählt. Durch verschiedene Aktionen, zum Beispiel Valentinstag, versucht der Betreiber die Spieler mit neuen Gegenständen oder mehr Boni zu motivieren.

## Spielprinzip
Wie bei Worms oder Ballerburg kommt es auf die Wahl der Waffe an, sowie auf deren spezielle Flugeigenschaften, auf Windrichtung, Windstärke und Schusswinkel.
Es gibt verschiedene Boni für besonders komplizierte Schüsse, zum Beispiel für einen Schuss im großen Bogen gegen den Wind oder für besonders hohen Schaden am Gegner. Die Boni werden in Gold ausgezahlt; man erhält zusätzliches Gold, wenn man der Gewinner einer Spielrunde ist.
Das Spiel fördert Kommunikation durch die Möglichkeit, Gilden zu bilden, die gegeneinander antreten können.